# Tarawih

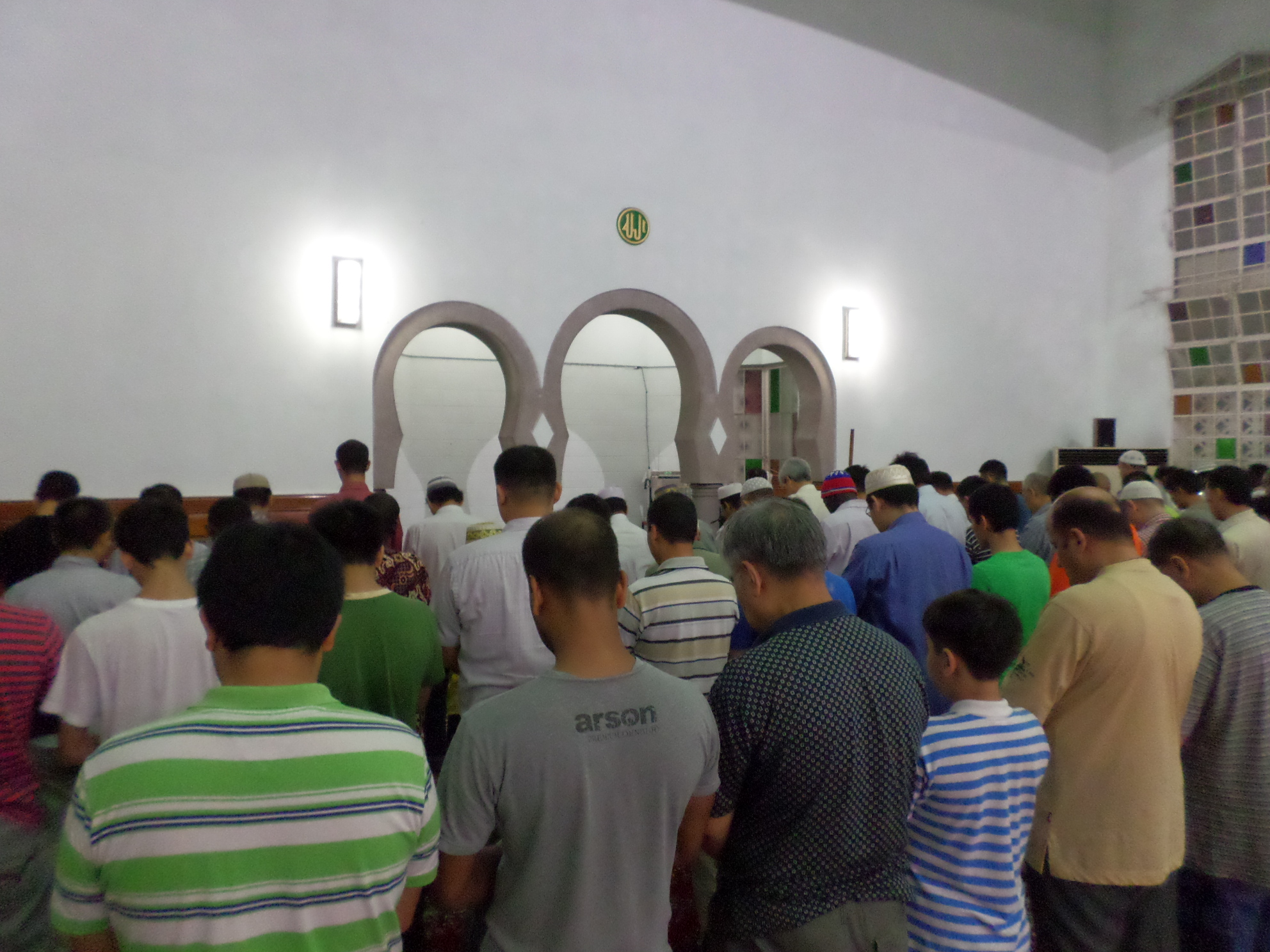
Tarawih

Tarawih är en islamisk sunnabön som utförs under ramadan och utförs av sunnimuslimer. Historisk anses den andre kalifen Umar ibn al-Khattab ha infört en mer systematisk tarawih som byggde på en praxis som profeten Muhammad hade. Sedan dess har bönen varit en viktig bit i sunnimuslimsk andlighet. 
Enligt en hadith (Bukhari, Muslim) skall Muhammed ha betraktat tarawihbönen som ett sätt att få syndernas förlåtelse. Han lär ha sagt: "Den som utför tarawih bönen på natten under Ramadan med fullständig tro och hängivenhet kommer att ha alla sina tidigare synder förlåtna av Gud." I samband med tarawih reciteras en del av Koranen. Koranen har 114 kapitel men kan även delas upp i trettio delar. En sådan del reciteras varje kväll under ramadan i samband med tarawihbönen. 
Shiamuslimer ber även speciella rekommenderade böner, men i shiaislam är det otillåtet att be tarawih och rekommenderade böner i form av gruppböner, förutom några få undantag såsom bön för regn och eid-böner. Shiiter anser att förbudet mot tarawih som gruppbön är baserat på Muhammeds sunna.